# Schlacht am Leprosenberg
Die Schlacht am Leprosenberg, auch Gefecht bei Wurzach genannt, war eine Schlacht im Rahmen des deutschen Bauernkrieges in der Nähe von Wurzach im heutigen Landkreis Ravensburg in Oberschwaben.

## Verlauf der Schlacht
In der Karwoche am Dienstag, den 11. April 1525 befand sich Georg von Waldburg-Zeil, genannt der Bauernjörg, mit seinem Heer noch auf einer Linie Ulm-Leipheim. Am Abend desselben Tages schlug er sein Lager in Baltringen, einem der Ausgangspunkte der Aufstände auf. Drei Tage später lagerten die Landsknechte, Panzerreiter und Tross des Schwäbischen Bundes, mitfinanziert von Jakob Fugger, in dem eher flachen Gelände westlich der Stadt in Richtung Waldsee, nahe dem Leprosenberg. Die Bauern unter ihrem Anführer Pfaff-Florian von Aichstetten hatten ihre Stellungen südlich der Stadt auf dem bergigen Gelände Auf der Bleiche unterhalb des Ziegelberges bezogen. Es kam schon zu kleinen Scharmützeln im Vorfeld der Schlacht. Beide Führer der Heere verfügten über eine beträchtliche Ortskenntnis, da der Schlachtplatz nur je 20 km von ihren jeweiligen Heimatorten entfernt war. Den Bauern gelang es nicht, in die von einer Stadtmauer umgebene Stadt Wurzach einzudringen oder die Stadtbewohner davon zu überzeugen, sich auf ihre Seite zu schlagen. 
Am Karfreitag, den 14. April 1525, fand ein Beschuss der Stellungen des obig gelegenen Bauernheeres durch die Kanonen des Schwäbischen Bundes statt. Die beiden Kontrahenten waren in je gleicher Truppenstärke angetreten. Die geübten Landsknechte und gepanzerten Reiter des Schwäbischen Bundes, ihre bessere Bewaffnung und Ausbildung gaben den Ausschlag in der Schlacht.
Am Abend kam es zu ersten Absetzbewegungen der unterlegenen Bauern. Diejenigen Bauern, die in Richtung Westen der Stellungen des Schwäbischen Bundes flohen, hatten Glück. Sie konnten in Richtung Gaisbeuren entkommen. Die flüchtenden Bauern, die versuchten, in der Nacht in Richtung des Wurzacher Riedes und der Wurzacher Ach zu entkommen, kamen mit hoher Wahrscheinlichkeit um, da sie auch noch von den Reitern des Bauernjörgs verfolgt wurden.

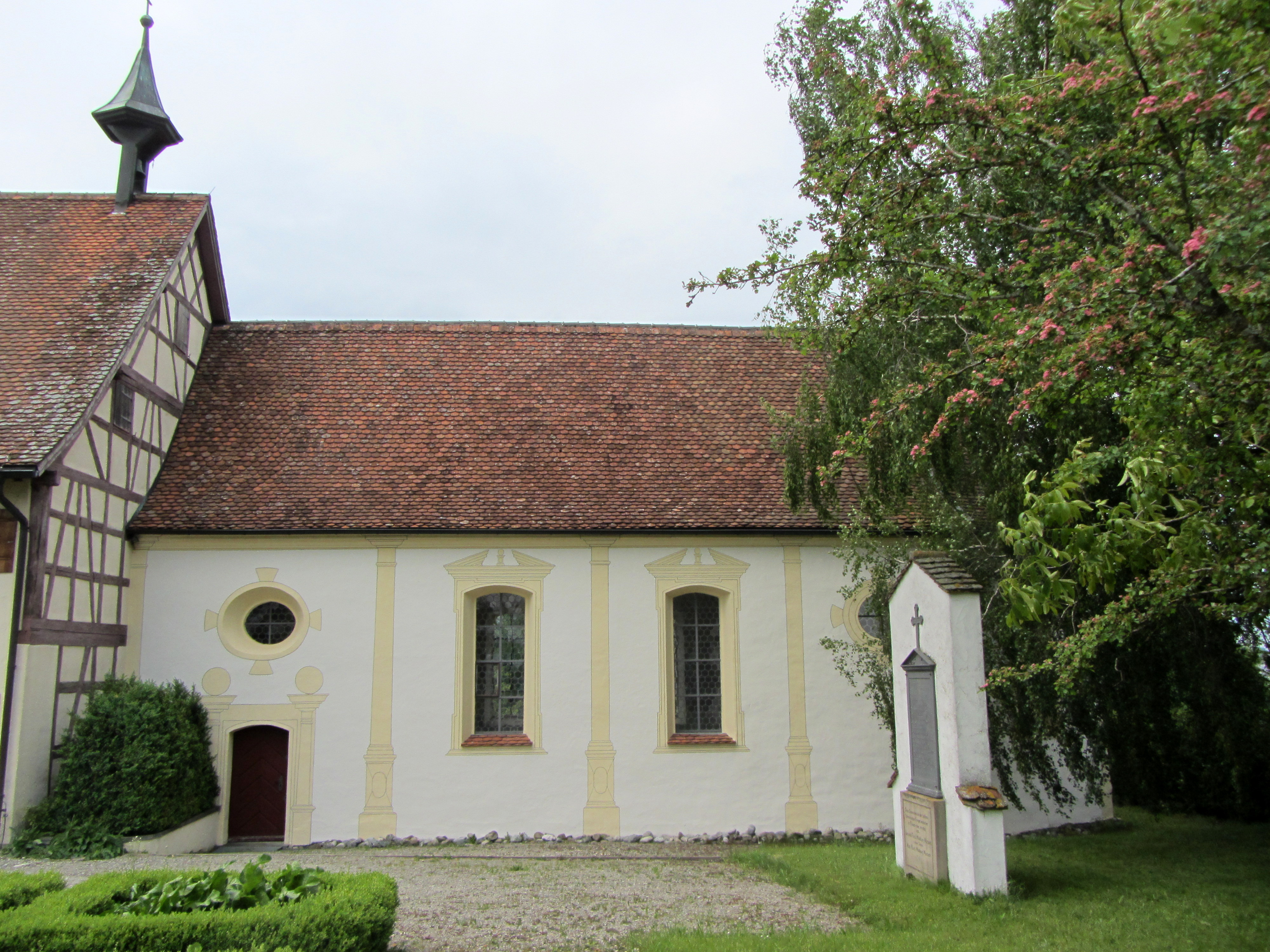
Leprosenkapelle 2012

Es erfolgten noch eine Reihe weiterer Schlachten. Bis September 1525 waren alle Gefechte und Strafaktionen abgeschlossen. Kaiser Karl V. und Papst Clemens VII. dankten dem Schwäbischen Bund für sein Eingreifen.
Pfaff-Florian zählte zu den Überlebenden der Schlacht und floh nach der Aushandlung des Weingartner Vertrags in die Eidgenossenschaft. In der Regel wurden Anführer und Hauptleute bei Ergreifung sofort hingerichtet. Gefangen genommene aufständische Bauern hatten ein allgemeines Kopfgeld von 6 Gulden in Raten zu zahlen und kamen danach frei. Georg und sein Vetter Wilhelm wurden beide von Kaiser Karl V. am 27. Juli 1526 in Toledo zum „Reichserbtruchsess“ ernannt. Am Ort des Schlachtfelds existieren heute das schon 1355 erwähnte Leprosenhaus und die 1505 gestiftete Leprosenkapelle.